# Menningarnótt
Menningarnótt [ˈmɛnniŋg̥ar̥no͡ʊʰt] (isl. „Kulturnacht“) ist eine jährlich stattfindende Veranstaltung in Reykjavík, der Hauptstadt Islands. Sie findet üblicherweise am ersten Samstag nach dem 18. August statt. Sie wurde 1996 vom Reykjavíker Stadtrat ins Leben gerufen und hat sich seitdem zu einer der größten Veranstaltungen Islands entwickelt – und macht damit dem Isländischen Nationalfeiertag am 17. Juni Konkurrenz.
Geschätzte 100.000 Menschen nehmen an den alljährlichen Konzerten und Feiern im Zentrum Reykjavíks teil – ein beträchtlicher Teil der nur gut 300.000 Einwohner Islands und ca. 118.000 Einwohner der Stadt.
Das Festival besteht meist aus einer Hauptbühne in der Innenstadt und vielen kleinen Einrichtungen im Zentrum und den Außenbezirken Reykjavíks. Der Höhepunkt der Veranstaltung ist oft ein Konzert auf der Hauptbühne mit einigen der populärsten isländischen Bands, gefolgt von einem größeren Feuerwerk.